# Pachycare flavogriseum
El silbador enano (Pachycare flavogriseum) es una especie de ave paseriforme de la familia Acanthizidae endémica de Nueva Guinea. Es la única especie del género Pachycare.

## Taxonomía y sistemática
La asignación de esta especie y su género a una familia ha sido incierta. A causa de su plumaje amarillo brillante y voz se ha sugerido que pertenece al grupo de los silbadores, en la familia Pachycephalidae. Otros han sugerido ubicarlo junto con los Australasian robins en la familia Petroicidae, pero la arquitectura de su nido es diferente de la de dicha familia; de hecho sus nidos se asemejan a los nidos de los thornbills en la familia Acanthizidae, familia con la cual a veces se lo ha relacionado. Esta relación se sustenta en un estudio molecular realizado en el año 2000. Existen cuatro subespecies.

## Distribución
La especie es endémica de la isla de Nueva Guinea, donde habita en las provincia de Papúa y Papúa Nueva Guinea. Su hábitat preferido son los bosques montanos entre 400 y 1800 m; es más común en bosques cerrados entre 1800 y 1600 m.

## Descripción
El silbador enano es de tamaño pequeño, mide unos 13 cm de largo y pesa unos 14–19 g. Su plumaje es vistoso; la subespecie nominada posee dorso, cola, alas, cabeza y parte posterior del cuello de color grisáceo mientras que es de color amarillo brillante su cara, cuello, pecho y vientre. Desde la corona hasta el hombro su cara posee una raya negra, y las plumas de vuelo de sus alas poseen extremos blanco y negro. El ojo y el pico son negros y las patas son rosadas. Existe un leve dimorfismo sexual, la hembra se asemeja al macho excepto por una mancha oscura que posee en su cara. Las aves inmaduras de ambos sexos se asemejan a la hembra. Las otras tres especies se asemejan a la subespecie nominada con pequeñas diferencias. Las partes inferiores de la subespecie P. f. subaurantium son más oscuras y con una ligera coloración naranja.  Las partes inferiores y cara de P. f. randi son mucho más naranja, mientras que las partes inferiores de  P. f. subpallidiumm son mucho más pálidas y sus laterales son amarillo fuerte. La identificación de silbadores enanos en colecciones de museo se complica ya que los colores de su plumaje utilizadas para identificar las subespecies se decoloran luego de la muerte.
La dieta de esta especie se compone principalmente de insectos y arañas.